# Susanne Hennig-Wellsow
Susanne Hennig-Wellsow (Demmin, 1977. október 13. –) német politikus. 2021. február 27-én Janine Wissler mellett megválasztották a Baloldali Párt társelnökének, 2022. április 20-án lemondott.

## Életpályája
Hennig 1996-ban érettségizett az erfurti sportgimnáziumban. 1984 és 1999 között a gyors-korcsolya versenyzője volt. 1996 és 2001 között az Erfurti Egyetemen pedagógiát tanult.
2001 és 2004 között a türingiai tartományi parlament PDS-frakciónál dolgozott oktatási és médiaügyi asszisztenseként.
2004 a türingiai tartományi parlament (Thüringer Landtag) tagja lett.